# Louise-Catherine
La Louise-Catherine est une péniche française en ciment armé, construite en 1915, propriété de l'artiste Madeleine Zillhardt, nommée en mémoire de sa compagne la peintre Louise Catherine Breslau.
À l'origine, il s'agissait d'un chaland appelé Liège, construit à Amfreville, en Normandie, destiné à ravitailler Paris en charbon depuis Rouen par la Seine.
La péniche est surtout connue pour avoir été utilisée, après son réaménagement par Le Corbusier en 1929, comme asile flottant pour les sans-abri de 1929 à 1994, sous la gestion de l'Armée du salut.
Restée longtemps sans usage, elle est mise en rénovation au port d’Austerlitz (13e arrondissement de Paris), puis coule le 10 février 2018, en 20 minutes, en raison d'une avarie survenue après une importante crue de la Seine les jours précédents. Elle est renflouée deux ans plus tard, le 19 octobre 2020.

## Histoire

### Construction
Initialement appelé Liège, le chaland est construit en 1915 pour le transport de charbon de Rouen vers Paris par la Seine. Il appartient alors à l'Office national de la navigation (ONN). Il ne servira à cette fonction de transport de marchandises que quelques années, pendant la Première Guerre mondiale, avant d'être abandonné à Rouen.

### Une rénovation dirigée par Le Corbusier en 1929

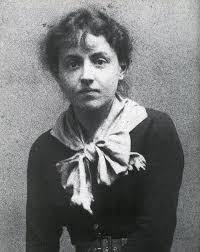
La peintre Louise Catherine Breslau, dont le bâtiment porte la mémoire, selon le souhait de Madeleine Zillhardt.

En mars 1929, l'embarcation, laissée à l'abandon dans le port fluvial de Rouen, est reprise par l'Armée du salut, alors à la recherche d'une péniche, à l'initiative et grâce au soutien de l'artiste Madeleine Zillhardt. Elle est réaménagée par l'architecte franco-suisse Le Corbusier, déjà appelé pour réaliser le centre de refuge du 13e arrondissement de la capitale, avec le concours de l'architecte japonais Kunio Maekawa. Le projet, financé par la princesse de Polignac, métamorphose la péniche en asile flottant disposant d'un restaurant social et de 160 lits destinés à l'accueil des hommes sans domicile fixe lors des périodes hivernales. Elle prend le nom de Louise-Catherine en hommage à la peintre suisse décédée en 1927 Louise-Catherine Breslau, compagne de Madeleine Zillhardt, et rouvre ses portes le 1er janvier 1930.

### De nouveaux travaux au cours duXXesiècle
En 1980, la péniche connaît de nouvelles interventions, mais elle sera définitivement fermée en 1994 avant d'être revendue douze ans plus tard par l'Armée du salut. La péniche, classée monument historique de la ville de Paris en 2008, devait être rénovée pour une réouverture prochaine.
La péniche est rachetée en 2006 par la fondation Louise-Catherine. En 2009, un projet artistique est lancé : une structure, intitulée la Springtechture et imaginée par l'architecte japonais Shuhei Endo, est censée entourer la péniche d'un voile métallique le temps des travaux. Fin mai 2013, un article est publié faisant état du projet futur, et le JDD annonce le 6 décembre 2015 la rénovation en cours du chaland.
En février 2018, la péniche coule à la suite d'un épisode de fortes crues et d'intempéries. Ce naufrage sera relayé par les médias nationaux et internationaux,, et fait l'objet de nombreuses offres de dons.
Elle est renflouée le 19 octobre 2020 grâce à l'aide de l'association japonaise Architectural Design Association of Nippon (ADAN), qui a acquis la péniche en août 2020, après la mise en liquidation judiciaire de la SAS Louise-Catherine en septembre 2019.

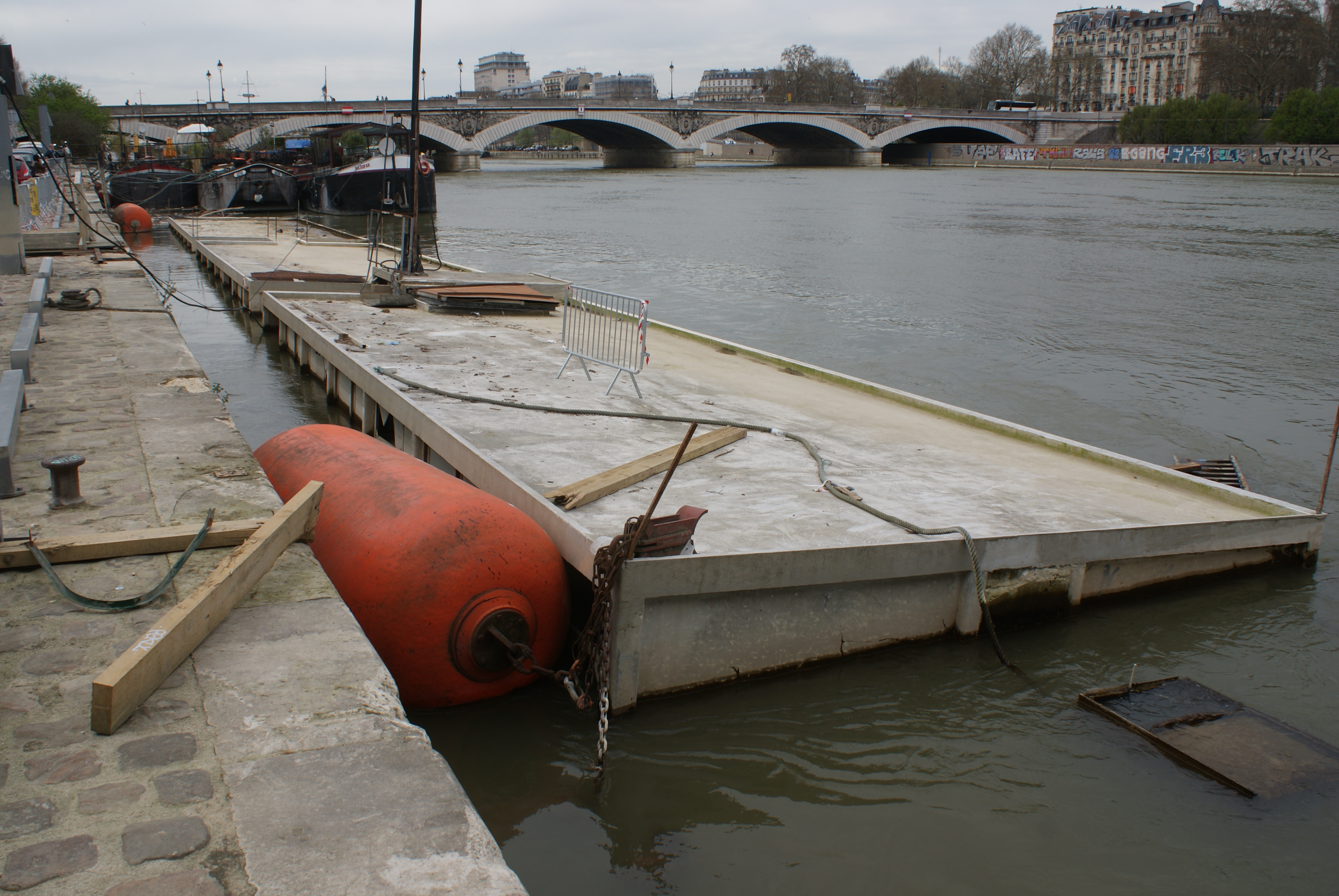
La péniche après son naufrage, en avril 2018.
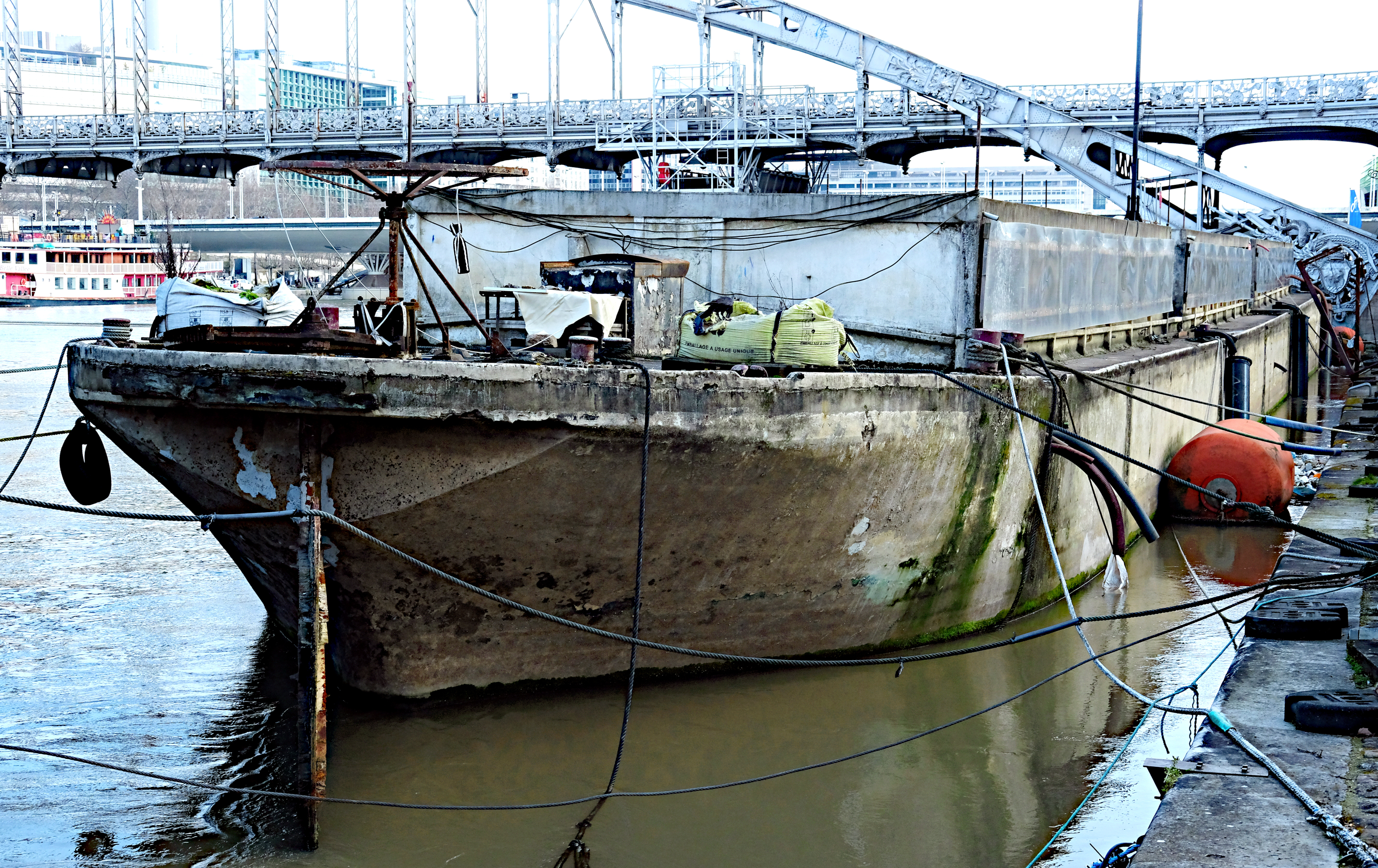
La péniche après son renflouement, en 2024.

Elle est ensuite mise en travaux pour restauration.

## Fonctions
- 1915-1920 : transport de charbon

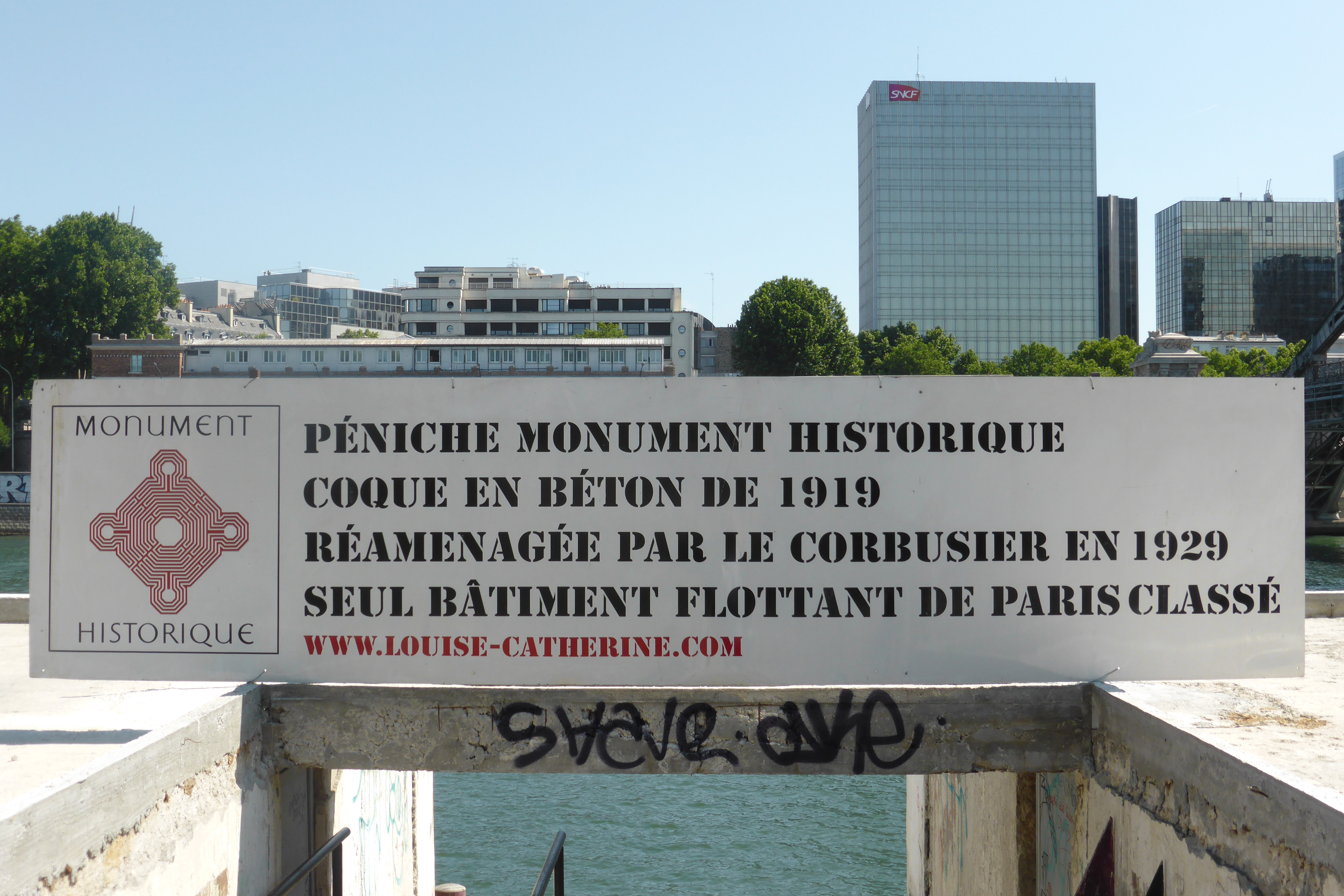
Panneau.

- 1929-1994 : accueil de sans-abris de la ville de Paris avec l'Armée du Salut et colonies de vacances pour les jeunes parisiens
- Années 2010 : en rénovation
- Années 2020: amarrée au port d'Austerlitz, à Paris, en travaux.